# Johannes von Köln (Dombaumeister, 1270)

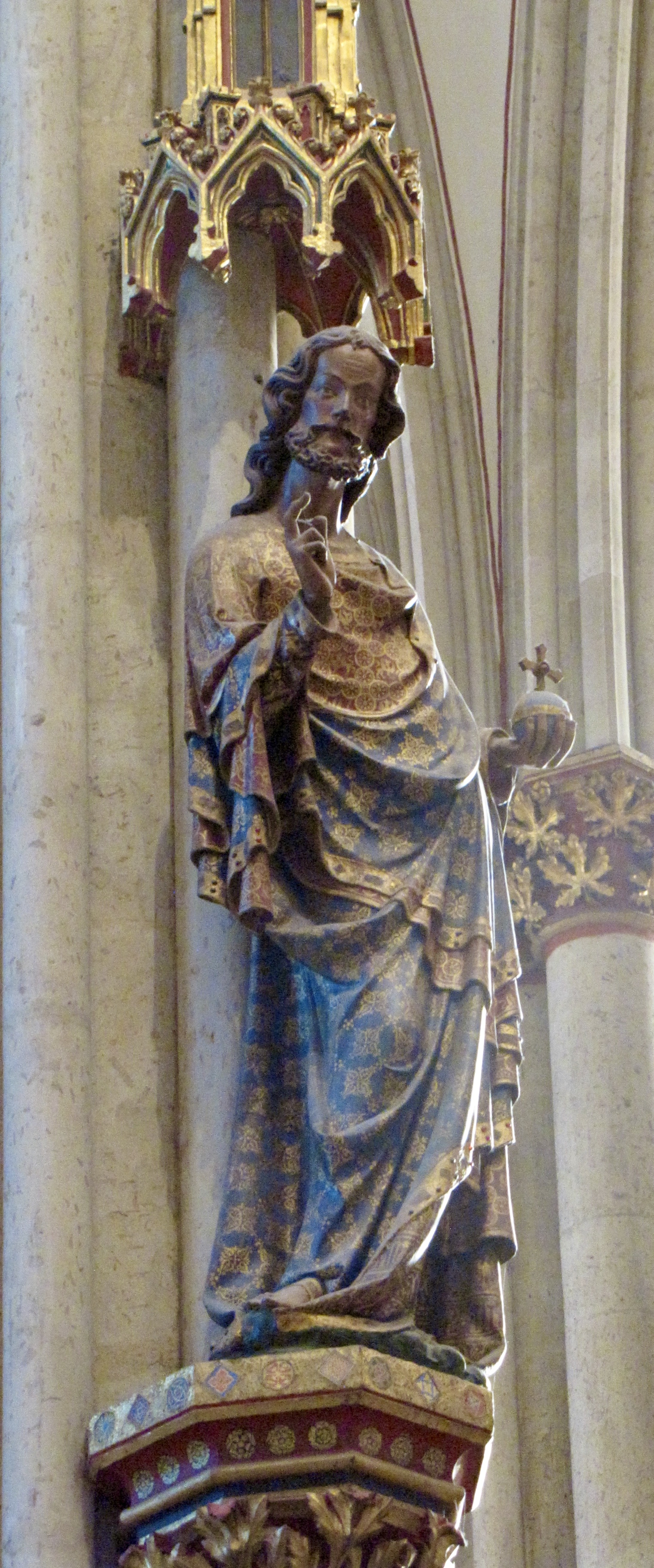
Unter Aufsicht von Johannes: Chorpfeilerfigur Christus (1320–1340)

Johannes von Köln (* um 1270 in Köln; † 15. März 1331 ebenda) war der dritte Dombaumeister am Kölner Dom. In seiner Zeit wurde am 27. September 1322 der Chor geweiht.
Johannes war der Sohn des zweiten Kölner Dombaumeisters Arnold. Dieser trug den Beinamen „Poleyr“ (oder „Parlier“) und war möglicherweise der Stammvater der nachmalig berühmten Baumeisterfamilie der Parler.
Johannes arbeitete wahrscheinlich in Freiburg und Straßburg als Geselle und war schon um 1296 unter seinem Vater an der Kölner Dombauhütte tätig. Noch vor 1308 folgte er seinem Vater im Amt des Dombaumeisters von Köln. Er war verheiratet mit Megtildis von Sailecgin, mit der er neun Kinder hatte.
Während seiner Amtszeit entstanden das Hochgewölbe und das Strebewerk. Nach erfolgter Fertigstellung des Hochchores unternahm Johannes den Bau des südlichen Querhauses, für dessen Fundamentierung 1325 die bestehende ältere Vorhalle niedergelegt werden musste (quam porticum propter novum iam fundamentum pro ecclesie nostre constructione penendum expedit demolire). Die entsprechenden Teile des Südquerhauses lassen sich „in die Zeit nach 1325 bis unmittelbar nach 1331“, also in die letzten Jahre von Meister Johannes datieren. Unter ihm wurden auch die östlichen Teile des nun doppelschiffig angelegten südlichen Seitenschiffs begonnen. Zeitweilig wurde ihm auch der große Plan der Westfassade (Fassadenriss F) von einigen Forschern zugeschrieben, was inzwischen aber widerlegt ist.
Gemäß der Datierung von Robert Suckale sind dagegen die Chorpfeilerfiguren zwischen 1320 und 1340 und damit unter der Aufsicht von Johannes entstanden. Die Figuren, die wegen ihrer manierierten Überfeinerung als „überfranzösisch“ bezeichnet wurden, lassen sich zwar stilistisch in eine Reihe der Pariser Skulpturenkunst stellen, ohne dass sich aber ein enger Bezug zu einer französischen Vorlage herstellen lässt. Die Künstler, die zur Avantgarde in Deutschland gezählt werden dürfen, schufen nicht nur formenreichere Gewandfassaden, die sich vom darunter steckenden Körper lösten. Diese wurden auch mit prächtigen, farbintensiven und musterstarken Textilornamenten übermalt und ergaben damit geradezu einen “Show-Effekt der Seidenstoffe.”
Dadurch dürfen die Chorpfeilerfiguren nicht nur als Höhepunkt der manieristischen Phase der gotischen Skulptur betrachtet werden. Sie sind gleichzeitig der Beginn für die neue, weichere Skulpturenkunst, die zum böhmischen Schönen Stil führt, der in ganz Europa nachgeahmt wurde. “Es sollte ernster genommen werden, dass die Familie Peter Parlers, des künstlerisch führenden Kopfes der zweiten Jahrhunderthälfte, eng mit der Kölner Dombauhütte verbunden war.” Wahrscheinlich war Peter Parler der Enkel von Johannes oder dessen Bruder Rutger.